# 斯韦特拉亚河
斯韦特拉亚河（俄语：Река Светлая）是俄羅斯滨海边疆区捷尔涅伊区的河流，源起锡霍特山脉东坡，长61公里，流域面积791平方公里，在斯韦特拉亚注入鞑靼海峡。注入这条河的有195条支流。河的原名是霍隆库河，俄语“Холонку”，乌德盖语“Халланку”。

## 引用
1. ↑  В. В. Фадеева. . Примпогода. 2014  [2018-12-28]. （原始内容存档于2017-05-08）.
2. ↑  А·П·穆拉诺夫. . 列宁格勒: 气象出版社. 1966 （俄语）.
3. ↑  . 列宁格勒: 气象出版社 （俄语）.
4. ↑  Т·А·基谢尔科瓦娅. . 列宁格勒: 气象出版社. 1977 （俄语）.
5. ↑  .   [2018-12-28]. （原始内容存档于2018-09-14）.